# Temporada 2005 del Campeonato de España de Rally
La temporada 2005 fue la edición 49.ª del Campeonato de España de Rally. Comenzó el 11 de marzo en el Rally La Vila Joiosa y finalizó el 9 de octubre en el Rally Príncipe de Asturias. El calendario estaba compuesto inicialmente por diez pruebas pero la última prueba, el Rally Costa del Sol se suspendió por motivos económicos.
Durante toda la temporada Alberto Hevia, anterior ganador del certamen, y Dani Sordo, se disputaron duramente el campeonato y a pesar de la ausencia en el Rally de Ourense de Sordo al estar disputando una prueba del mundial, Hevia no pudo con el cántabro que se llevó su primer Campeonato de España en la última prueba del año. De esta manera Sordo se ubicó definitivamente un sitio en el equipo Citroën en el Campeonato del Mundo de Rally.

## Calendario
| N.º       | Fecha               | Rally                                    | Series      | Resultados |
| --------- | ------------------- | ---------------------------------------- | ----------- | ---------- |
| 1         | 11-12 de marzo      | 15.º Rallye la Vila Joiosa               |             | Resultados |
| 2         | 14-16 de abril      | 29.º Rally de Canarias - El Corte Inglés | Copa Europa | Resultados |
| 3         | 12-15 de mayo       | 27.º Rallye Cantabria Infinita           |             | Resultados |
| 4         | 3-4 de junio        | 41.er Rallye Rías Baixas Redcom          |             | Resultados |
| 5         | 24-25 de junio      | 38.º Rally de Ourense                    |             | Resultados |
| 6         | 8-9 de julio        | 29.º Rallye de Avilés                    |             | Resultados |
| 7         | 2-3 de septiembre   | 36.º Rallye de Ferrol                    |             | Resultados |
| 8         | 16-18 de septiembre | 29.º Rallye Villa de Llanes              |             | Resultados |
| 9         | 8-9 de octubre      | 42.º Rallye Príncipe de Asturias         | Copa Europa | Resultados |
| Cancelado | Cancelado           | 9.º Rally Costa del Sol                  |             |            |

## Equipos
| Equipo                      | Vehículo                      | Piloto               | Copiloto             | Rondas            |
| Equipos oficiales           | Equipos oficiales             | Equipos oficiales    | Equipos oficiales    | Equipos oficiales |
| --------------------------- | ----------------------------- | -------------------- | -------------------- | ----------------- |
| Renault Sport España        | Renault Clio S1600            | Alberto Hevia        | Alberto Iglesias Pin | 1-9               |
| Fiat Auto España            | Fiat Punto S1600              | Sergio Vallejo       | Diego Vallejo        | 1-9               |
| Peugeot Sport España        | Peugeot 206 S1600             | Joan Vinyes          | Xavier Lorza         | 1-6               |
| Peugeot Sport España        | Peugeot 206 S1600             | Enrique García Ojeda | Jordi Barrabés       | 1-9               |
| Mitsubishi Galp             | Mitsubishi Lancer Evo VIII MR | Armindo Araújo       | Miguel Ramalho       | 8                 |
| Mitsubishi Motors España    | Mitsubishi Lancer Evo VIII    | David Colldecarrera  | Xavier Lozano        | 1, 3-9            |
| Equipos privados            |                               |                      |                      |                   |
| Auto Gomas Cantabria        | Citroën C2 S1600              | Dani Sordo           | Marc Martí           | 1-3, 6-9          |
| Auto Gomas Cantabria        | Citroën C2 S1600              | Dani Sordo           | Carlos Del Barrio    | 4                 |
| IMEX Laca Competición       | Renault Clio S1600            | Miguel Ángel Fuster  | José Vicente Medina  | 1-9               |
| Escudería Valle Aridane     | Citroën C2 S1600              | Santiago Concepción  | Germán Bello         | 2-3, 5-8          |
| Escudería Valle Aridane     | Citroën Saxo S1600            | Santiago Concepción  | Germán Bello         | 4                 |
| A.C. Principado de Asturias | Renault Clio Sport            | Sergio López-Fombona | Salvador Belzunces   | 2-3               |
| A.C. Principado de Asturias | Renault Clio S1600            | Sergio López-Fombona | Enrique Velasco      | 6-9               |
| RACC Motorsport             | Renault Clio S1600            | Manuel Rueda         | Borja Rozada         | 1-7               |

## Resultados

### Campeonato de pilotos
| Pos. | Piloto               | VLJ | CNR | CAN | RBX | ORN | AVI | FRR | VLL | PRA | Puntos |
| ---- | -------------------- | --- | --- | --- | --- | --- | --- | --- | --- | --- | ------ |
| 1.   | Dani Sordo           | 2   | 2   | 1   | 1   |     | 2   | 1   | 1   | 1   | 111    |
| 2.   | Alberto Hevia        | 1   | 5   | 2   | 4   | 1   | 1   | 6   | 3   | 2   | 98     |
| 3.   | Miguel Ángel Fuster  | Ret | 4   | 3   | 2   | 2   | 4   | Ret | 7   | 3   | 64     |
| 4.   | Enrique García Ojeda | 3   | 3   | Ret | 9   | 4   | 3   | Ret | 2   | Ret | 52     |
| 5.   | Sergio Vallejo       | 5   | Ret | 4   | 3   | Ret | 5   | 4   | 4   | 5   | 52     |
| 6.   | Joan Vinyes          | 4   | 1   | Ret | 10  | 3   | Ret |     |     |     | 34     |
| 7.   | Santiago Concepción  |     | 13  | 8   | 11  | 5   | Ret | 3   | 5   |     | 25     |
| 8.   | Sergio López-Fombona |     | Ret | Ret |     |     | 6   | 9   | 6   | 4   | 20     |
| 9.   | David Colldecarrera  | Ret |     | 6   | 7   | 6   | 12  | 7   | 10  | Ret | 19     |
| 10.  | Manuel Rueda Sánchez | 7   | 10  | 5   | 5   | Ret | Ret | Ret |     |     | 17     |
| 11.  | Bandera de ?         |     |     |     |     |     |     |     |     |     |        |
| 12.  | Armindo Araujo       |     |     |     |     |     |     | 2   |     |     | 12     |

### Campeonato de marcas
| Pos. | Marca      | Puntos |
| ---- | ---------- | ------ |
| 1.   | Renault    | 498    |
| 2.   | Citroën    | 478    |
| 3.   | Mitsubishi | 371    |
| 4.   | Peugeot    | 279    |
| 5.   | Fiat       | 152    |
| 6.   | SEAT       | 22     |

### Trofeo júnior
| Pos. | Piloto            | Puntos |
| ---- | ----------------- | ------ |
| 1.   | Dani Sordo        | 105    |
| 2.   | Víctor Senra      | 56     |
| 3.   | Manuel Rueda      | 48     |
| 4.   | Xabier Lujua      | 42     |
| 5.   | Miguel García     | 38     |
| 6.   | Roberto Flórez    | 28     |
| 7.   | José A. Baldomero | 22     |
| 8.   | Jordi Palomeras   | 18     |
| 9.   | Miguel A. Blanco  | 5      |
| 10.  | David Cavin       | 5      |

### Copa grupo N
| Pos. | Piloto                | Puntos |
| ---- | --------------------- | ------ |
| 1.   | David Colldecarrera   | 73     |
| 2.   | Marc Gutiérrez        | 64     |
| 3.   | Víctor J. Delgado     | 52     |
| 4.   | Miguel Martínez-Conde | 51     |
| 5.   | Samuel Lemes          | 42     |
| 6.   | Jonathan de Miguel    | 30     |
| 7.   | Antonio Garrido       | 29     |
| 8.   | Francisco J. Suárez   | 24     |
| 9.   | A. Ignacio Martín     | 18     |
| 10.  | Aquilino Sánchez      | 16     |

### Copa copilotos
| Pos. | Piloto               | Puntos |
| ---- | -------------------- | ------ |
| 1.   | Marc Martí           | 96     |
| 2.   | Alberto Iglesias Pin | 87     |
| 3.   | José Vicente Medina  | 64     |
| 4.   | Jordi Barrabés       | 52     |
| 5.   | Diego Vallejo        | 52     |
| 6.   | Xavi Lorza           | 34     |
| 7.   | Germán Bello         | 25     |
| 8.   | Enrique Velasco      | 20     |
| 9.   | Xavi Lozano          | 19     |
| 10.  | Borja Hernández      | 17     |

### Copa clubes/escuderías
| Pos. | Piloto                  | Puntos |
| ---- | ----------------------- | ------ |
| 1.   | RACC Motorsport         | 79     |
| 2.   | Teide R.A.C.T.          | 69     |
| 3.   | Escudería Valle Aridane | 67     |
| 4.   | AC. PPDDO Asturias      | 65     |
| 5.   | A.D. Peñucas            | 56     |
| 6.   | Canarias Sport Club     | 32     |
| 7.   | Escudería Berberecho    | 27     |
| 8.   | A.R. Vidal Racing       | 22     |
| 9.   | Siroco Team Narón       | 20     |
| 10.  | EMR Competición         | 17     |